# Spirobolus gianteus
Spirobolus gianteus är en mångfotingart som beskrevs av Porath 1872. Spirobolus gianteus ingår i släktet Spirobolus och familjen Spirobolidae. Inga underarter finns listade i Catalogue of Life.